# Liriope (mythologie)
Pour les articles homonymes, voir Liriope.

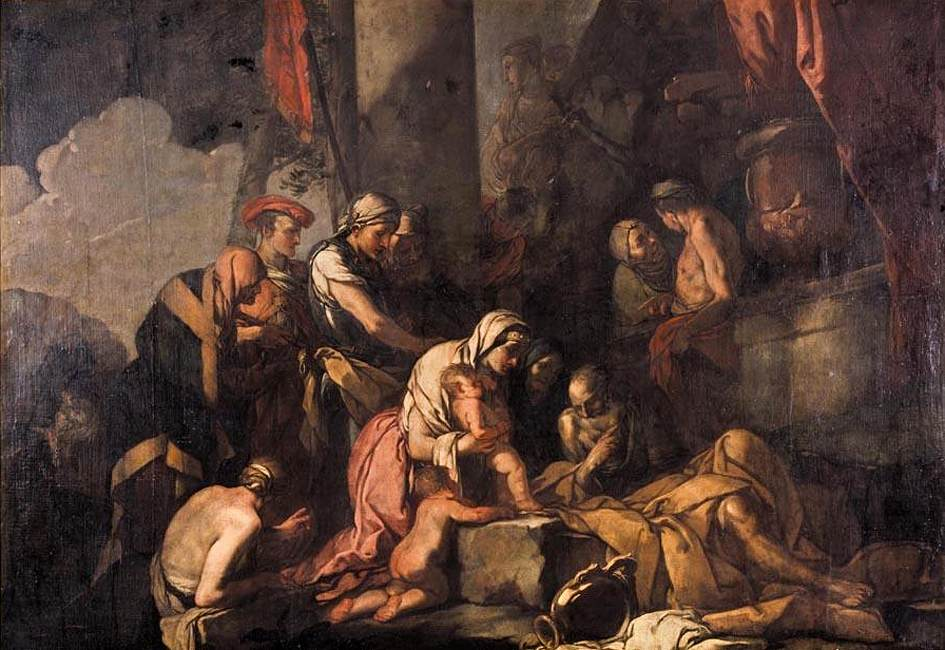
Liriopé présentant Narcisse à Tirésias (Giulio Carpioni)

Dans la mythologie grecque, Liriope ou Liriopé est une nymphe. Elle passe pour la mère de Narcisse selon Ovide ; elle aurait été violée par le dieu-fleuve Céphise pour l'enfanter.
Dans les légendes thébaines du Livre III des Métamorphoses, Ovide parle en ces termes de Liriope :
Tirésias, très réputé à travers les villes d'Aonie, faisait à ceux qui le consultaient des réponses infaillibles.
La première à éprouver la fiabilité de sa parole fut Liriope l'azuréenne, qu'un jour Céphise avait enlacée dans un méandre, emprisonnée dans ses eaux, puis violée.
Très jolie, la nymphe, devenue grosse, avait mis au monde un enfant, qui déjà à ce moment pouvait inspirer l'amour, et elle l'appela Narcisse.
Consulté pour savoir si cet enfant connaîtrait les temps lointains d'une vieillesse épanouie, le devin prophète déclara : « S'il ne se connaît pas ».

## Dans les Arts et la littérature
Au XIIIe siècle, Robert de Blois écrit un roman moralisateur Floris et Liriope, où Liriope, fille du roi thébain Narcisse, très belle mais insensible à l'amour, est séduite grâce à un subterfuge par le frère jumeau de sa meilleure amie Florie, travesti pour se faire passer pour sa sœur. De leurs amours naît le jeune Narcisse.
Deux copies du manuscrit nous sont parvenues, dont l'une est conservée à la BNF et l'autre à l'Arsenal. En 1891, Wolfram v. Zingerle publie une édition critique de ce roman en vieux français dans l'Altfranzösische Bibliothek.
Au Moyen-Âge, le thème de Liriopé présentant Narcisse à Tirésias a été représenté au XIVe siècle par l'enlumineur parisien Maître de Fauvel, et au XVe siècle par l'enlumineur Maître de Marguerite d'York à Bruges.
Au XVIIe siècle le peintre italien Giulio Carpioni traite ce thème dans une peinture à l'huile conservée au Musée des Beaux-Arts de Pau.
Au XIXe siècle, Jacques Réattu interprète Liriope comment étant la fontaine même dans laquelle se mire Narcisse. Il réalise une série d'esquisses et une toile sous le titre Narcisse se mirant dans les eaux de la fontaine Liriope. Ces œuvres sont conservées au Musée Réattu d'Arles.

## Botanique
Dans sa Flora Cochinchinensis de 1790, le botaniste portugais João de Loureiro crée le genre Liriope en le nommant d'après la nymphe bleue, mère de Narcisse mentionnée par Ovide dans son Livre III des métamorphoses.
Dans la classification AGP II, le genre Liriope est actuellement classé dans la famille des Asparagacées, sous-famille des Nolinoideae.
L'espèce Liriope muscari est utilisée comme plante ornementale et compte de nombreuses variétés horticoles. L'espèce Liriope spicata fait partie de la pharmacopée de la médecine traditionnelle chinoise.